# Seznam ameriških vojaških osebnosti
Seznam ameriških vojaških osebnosti je krovni seznam.

## Seznami
- seznam ameriških admiralov
- seznam ameriških generalov
- seznam ameriških letalskih asov
- seznam ameriških obveščevalcev
- seznam ameriških ostrostrelcev
- seznam ameriških prejemnikov Viktorijinega križca
- seznam ameriških vohunov
- seznam ameriških vojaških diplomatov
- seznam ameriških vojaških pilotov
- seznam ameriških vojaških teoretikov
- seznam ameriških vojskovodij